# Promitobates
Genre
Synonymes
- Batomites Mello-Leitão, 1931
- Leonardosia Mello-Leitão, 1935

Promitobates est un genre d'opilions laniatores de la famille des Gonyleptidae.

## Distribution
Les espèces de ce genre sont endémiques du Brésil. Elles se rencontrent dans les États de Rio de Janeiro, de São Paulo, du Paraná et de Santa Catarina.

## Liste des espèces
Selon World Catalogue of Opiliones (28/08/2021) :
- Promitobates ale Bragagnolo & Pinto-da-Rocha, 2012
- Promitobates bellus (Soares, 1945)
- Promitobates difficilis (Mello-Leitão, 1931)
- Promitobates granulosissimus Mello-Leitão, 1932
- Promitobates hatschbachi Soares, 1945
- Promitobates hauseri (Šilhavý, 1979)
- Promitobates hexacanthus (Koch, 1839)
- Promitobates lager Bragagnolo & Pinto-da-Rocha, 2012
- Promitobates margaritatus Roewer, 1931
- Promitobates ornatus (Mello-Leitão, 1922)
- Promitobates trapista Bragagnolo & Pinto-da-Rocha, 2012
- Promitobates viridigranulatus (Soares & Soares, 1946)
- Promitobates weissbier Bragagnolo & Pinto-da-Rocha, 2012

## Publication originale
- Roewer, 1913 : « Die Familie der Gonyleptiden der Opiliones-Laniatores [Part 2]. » Archiv für Naturgeschichte, sér. A, vol. 79, no 5, p. 257–472 (texte intégral).